# Зеленоярське водосховище
Зеленоярське водосховище (крим. Taşlı Yar yapma gölü, рос. Зелёноярское водохранилище) — розташоване на Керченському півострові. Завершує русло Північно-Кримського каналу. Далі вода надходить по напірному водогону. Розташоване на східній околиці села Зелений Яр.
Є транзитним і використовується для поповнення Керченського водосховища.

## Опис
Зеленоярське водосховище призначене для акумулювання води з ПКК для безперебійної роботи НС-3.
Розташоване за4,2 км від гирла в долині маловодної балки Зелений Яр, що впадає в Казантипську затоку. Площа басейну 42,2 км².
Наповнюється через водогінний тунель, який є продовженням Північно-Кримського каналу і розташований між ПК 3664 + 01 та ПК 3671 + 57.
Основні параметри:
- Ширина (макс/серед) — 0,75 / 0,32 км
- Глибина (мак/серед) — 8,0 / 5,85 м
- Висота земляного пасма- 11,8 м, довжина — 115 м
- Проектний корисний об'єм водосховища — 2,014 млн м
- Відмітка нормального підпірного рівня (НПР) води — 29,5 м
- Середньосезонний рівень води — 27,97 м
- Відмітка рівня мертвого об'єму — 25,1 м
- Площа водного дзеркала — 48 га

При необхідності повного спорожнення водосховища використовується залізобетонний шахтний водоскид з донним отвором.

## Історія
Введено в експлуатацію в 1975 році.
Після будівництва в 1978 році Фронтового водосховища, почав працювати каскад з трьох водосховищ: Фронтове → Зеленоярське → Керченське.
У травні 2016 року було прийнято рішення про очищення дна, що додатково дасть 700-800 тис. м³.
У посушливому 2018 році Зеленоярське виявилося першим по наповнюваності з наливних водосховищ, в нього надійшло 2,358 млн м³.